# Märchenbrunnen (Schwabing)
Der Märchenbrunnen ist eine Brunnenanlage in München am Ernst-Toller-Platz im Stadtteil Schwabing vor dem Oskar-von-Miller-Gymnasium. 

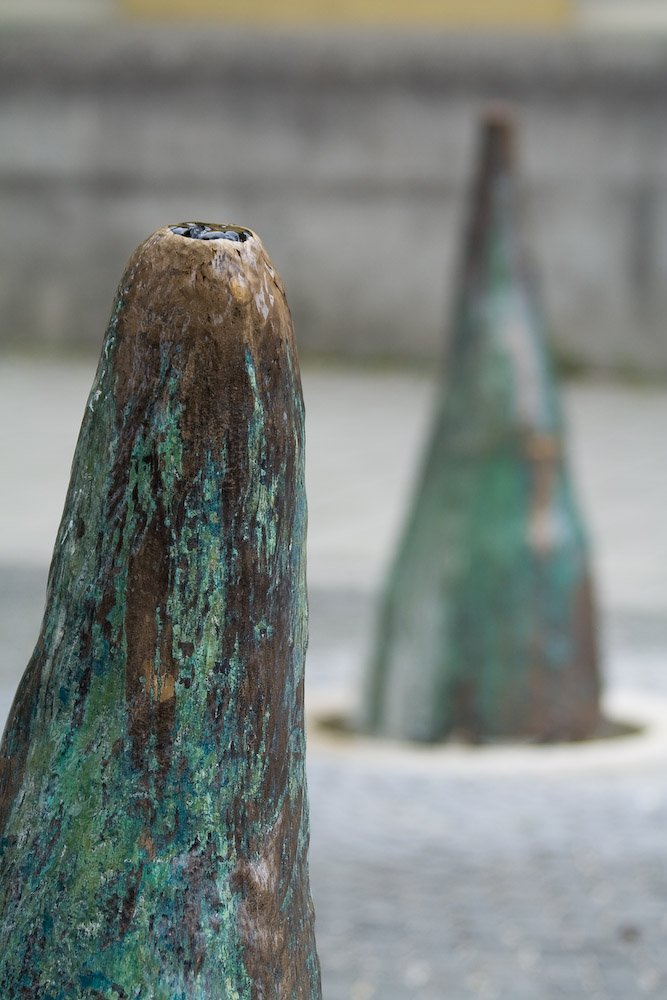
Aus der Spitze der Zipfelmützen quillt Wasser

Der Brunnen wurde 1999 von Barbara Hammann gestaltet. Finanziert wurde er aus Mitteln einer Erbschaft, die die Landeshauptstadt München von einem Ehepaar zweckbestimmt zur Errichtung des Brunnens erhalten hatte. 
Der Brunnen besteht aus sieben Zipfelmützen aus patinierter Bronze, aus denen an der Spitze Wasser quillt. Der Name des Brunnens steht in Verbindung mit Briefen von Ernst Toller, die er aus dem Gefängnis schrieb: „Ich schicke Dir ein Märchenbuch, weil das Märchen uns erlöst von dem Fluch, nichts als Mensch sein zu müssen, weil das Märchen verschwistert ist jedem Tier und jeder Blume und jedem Gewässer.“